# مجيب رضوان
مجيب رضوان هو لاعب كرة قدم إندونيسي في مركز الدفاع، ولد في 15 يوليو 1983 في إندونيسيا. لعب مع نادي بورنيو.

## وصلات خارجية
- مجيب رضوان على موقع Soccerway.com (الإنجليزية)